# Coppa Svizzera 2012-2013
La Coppa Svizzera 2012-2013 è stata l'88ª edizione della manifestazione calcistica. È iniziata il 28 luglio 2012 ed è terminata il 20 maggio 2013.
La finale si è giocata per il secondo anno consecutivo allo Stade de Suisse di Berna. La coppa è stata vinta dal Grasshoppers, che ha sconfitto il Basilea in finale ai tiri di rigore. Si tratta della 19ª vittoria delle cavallette, la prima dal 1994.

## Regolamento
Le 10 squadre di Super League e 9 della Challenge League (il Vaduz non ha il diritto di partecipare poiché partecipa già alla Coppa del Liechtenstein) sono qualificate direttamente per il tabellone principale. A queste società se ne aggiungono 45 provenienti dalle serie inferiori, qualificate attraverso delle eliminatorie regionali.

## Turni preliminari

### Prima Lega Promozione

#### Primo turno
| Squadra 1      | Risultato | Squadra 2        |
| -------------- | --------- | ---------------- |
| 3 agosto 2012  |           |                  |
| Yverdon        | 8 – 9     | Étoile Carouge   |
| 4 agosto 2012  |           |                  |
| Kriens         | 6 – 0     | Old Boys Basilea |
| Breitenrain    | 0 – 3     | Brühl            |
| Sciaffusa      | 3 – 0     | YF Juventus      |
| Tuggen         | 2 – 1     | Friburgo         |
| Stade Nyonnais | 0 – 3     | Delémont         |

### Prima Lega

#### Primo turno
| Squadra 1           | Risultato | Squadra 2        |
| ------------------- | --------- | ---------------- |
| 3 agosto 2012       |           |                  |
| Meyrin              | 6 – 0     | Urania Ginevra   |
| 4 agosto 2012       |           |                  |
| Soletta             | 4 – 0     | Wangen bei Olten |
| Kreuzlingen         | 1 – 3     | Schötz           |
| Cham                | 4 – 0     | Rapperswil-Jona  |
| Wettswil-Bonstetten | 6 – 2     | Höngg            |
| Martigny            | 2 – 1     | Münsingen        |
| Monthey             | 7 – 3     | Malley           |
| Mendrisio-Stabio    | 0 – 1     | Gossau           |

#### Secondo turno
| Squadra 1           | Risultato | Squadra 2           |
| ------------------- | --------- | ------------------- |
| 11 agosto 2012      |           |                     |
| Dornach             | 1 – 2     | Muttenz             |
| Naters              | 0 – 2     | Le Mont             |
| Soletta             | 1 – 2     | Baden               |
| Schötz              | 2 – 1     | Gossau              |
| Bulle               | 1 – 2     | Grenchen            |
| Grand-Lancy         | 1 – 2     | Cham                |
| Echallens           | 3 – 2     | Meyrin              |
| Serrières           | 2 – 5     | Düdingen            |
| Biaschesi           | 0 – 4     | Köniz               |
| Zugo                | 0 – 3     | Monthey             |
| 12 agosto 2012      |           |                     |
| Black Stars Basilea | 1 – 0     | Muri                |
| Terre Sainte        | 0 – 1     | Wettswil-Bonstetten |
| Zofingen            | 4 – 1     | Martigny            |

### Seconda Lega interregionale

#### Primo turno
| Squadra 1            | Risultato | Squadra 2               |
| -------------------- | --------- | ----------------------- |
| 28 luglio 2012       |           |                         |
| Subingen             | 1 – 5     | Hergiswil               |
| Küsnacht             | 2 – 4     | Linth 04                |
| Red Star Zurigo      | 3 – 0     | SV Sciaffusa            |
| Kosova Zurigo        | 3 – 2     | Mels                    |
| Spiez                | 1 – 4     | Emmenbrücke             |
| Schöftland           | 3 – 6     | Lyss                    |
| Laufen               | 0 – 2     | Langenthal              |
| Seefeld              | 4 – 3     | Frauenfeld              |
| Baulmes              | 0 – 3     | Montreux-Sports         |
| Lerchenfeld          | 2 – 1     | Dürrenast               |
| Diepoldsau-Schmit.   | 1 – 5     | Widnau                  |
| Chênois              | 3 – 0     | Courtételle             |
| Bex                  | 3 – 4     | Moutier                 |
| Töss                 | 3 – 2     | Bazenheid               |
| Berna                | 2 – 4     | Baar                    |
| Ibach                | 4 – 0     | Liestal                 |
| Buochs               | 4 – 0     | Ruswil                  |
| Dietikon             | 4 – 2     | Thalwil                 |
| Phönix Seen          | 2 – 3     | Coira                   |
| Therwil              | 0 – 8     | Goldau                  |
| Lutry                | 0 – 2     | Stade Lausanne-Ouchy    |
| Portalban/Gletterens | 0 – 1     | Alle                    |
| Collombey-Muraz      | 3 – 4     | Romontois               |
| Sierre               | 3 – 0     | Collex-Bossy            |
| Thierrens            | 2 – 0     | Franches-Montagnes      |
| Perly-Certoux        | 8 – 2     | Estavayer-le-Lac        |
| 29 luglio 2012       |           |                         |
| La Tour/Le Pâquier   | 3 – 1     | Bavois                  |
| Aegeri               | 2 – 5     | Allschwil               |
| Entfelden            | 0 – 2     | Sarnen                  |
| Bümpliz              | 5 – 3     | Langnau                 |
| Freienbach           | 4 – 1     | Altstätten              |
| Oerlikon/Polizei     | 1 – 2     | Seuzach                 |
| La Sarraz-Eclépens   | 8 – 0     | Porrentruy              |
| Orbe                 | 1 – 0     | Signal Bernex-Confignon |
| Wettingen            | 0 – 5     | Sursee                  |
| Oberdorf             | 1 – 6     | Eschenbach              |

#### Secondo turno
| Squadra 1          | Risultato | Squadra 2            |
| ------------------ | --------- | -------------------- |
| 4 agosto 2012      |           |                      |
| Red Star Zurigo    | 3 – 6     | Linth 04             |
| Hergiswil          | 5 – 2     | Baar                 |
| Lerchenfeld        | 3 – 1     | Widnau               |
| Romontois          | 1 – 2     | Moutier              |
| Coira              | 1 – 2     | Freienbach           |
| Sierre             | 0 – 3     | La Sarraz-Eclépens   |
| Seefeld            | 4 – 2     | Sarnen               |
| Allschwil          | 1 – 3     | Langenthal           |
| Eschenbach         | 4 – 0     | Kosova Zurigo        |
| Buochs             | 2 – 0     | Seuzach              |
| Ibach              | 2 – 1     | Goldau               |
| Dietikon           | 1 – 3     | Lyss                 |
| Alle               | 1 – 3     | Perly-Certoux        |
| Thierrens          | 4 – 0     | Montreux-Sports      |
| 5 agosto 2012      |           |                      |
| La Tour/Le Pâquier | 0 – 1     | Stade Lausanne-Ouchy |
| Emmenbrücke        | 1 – 5     | Bümpliz              |
| Orbe               | 3 – 2     | Chênois              |
| 7 agosto 2012      |           |                      |
| Töss               | 1 – 3     | Sursee               |

#### Terzo turno
| Squadra 1            | Risultato | Squadra 2          |
| -------------------- | --------- | ------------------ |
| 14 agosto 2012       |           |                    |
| Stade Lausanne-Ouchy | 1 – 2     | Moutier            |
| Losone Sportiva      | 0 – 3     | Vedeggio           |
| 15 agosto 2012       |           |                    |
| Bümpliz              | 2 – 1     | Buochs             |
| Seefeld              | 4 – 6     | Ibach              |
| Orbe                 | 8 – 9     | Thierrens          |
| Langenthal           | 3 – 2     | Freienbach         |
| Perly-Certoux        | 2 – 3     | La Sarraz-Eclépens |
| Eschenbach           | 8 – 7     | Lyss               |
| Sursee               | 11 – 12   | Linth 04           |
| Hergiswil            | 5 – 2     | Lerchenfeld        |

## Squadre partecipanti
| Basilea      |
| Grasshoppers |
| Losanna      |
| Lucerna      |
| San Gallo    |
| Servette     |
| Sion         |
| Thun         |
| Young Boys   |
| Zurigo       |

| Aarau      |
| Bellinzona |
| Bienne     |
| Chiasso    |
| Locarno    |
| Lugano     |
| Wil        |
| Winterthur |
| Wohlen     |

| Brühl          |
| Delémont       |
| Étoile Carouge |
| Kriens         |
| Sciaffusa      |
| Tuggen         |

| Baden               |
| Black Stars Basilea |
| Cham                |
| Düdingen            |
| Echallens           |
| Grenchen            |
| Köniz               |
| Le Mont             |
| Monthey             |
| Muttenz             |
| Schötz              |
| Wettswil-Bonstetten |
| Zofingen            |

| Bümpliz            |
| Colombier          |
| Eschenbach         |
| Hergiswil          |
| Ibach              |
| Langenthal         |
| La Sarraz-Eclépens |
| Linth 04           |
| Moutier            |
| Thierrens          |

| 2. Lega      |
| ------------ |
| Aarberg      |
| Altstetten   |
| Amriswil     |
| Arlesheim    |
| Ems          |
| Hochdorf     |
| Italien      |
| Olten        |
| Pully        |
| Richemond    |
| Saxon        |
| Schönbühl    |
| Vallemaggia  |
| Vedeggio     |
| Windisch     |
| 3. Lega      |
| Diessenhofen |

## Date
| Turno                | Data                 |
| -------------------- | -------------------- |
| 1º turno             | 15-16 settembre 2012 |
| Sedicesimi di finale | 10-11 novembre 2012  |
| Ottavi di finale     | 8-9 dicembre 2012    |
| Quarti di finale     | 27 febbraio 2013     |
| Semifinali           | 17 aprile 2013       |
| Finale               | 20 maggio 2013       |

## Calendario

### Primo turno
I club della Super League e della Challenge League sono teste di serie e non possono dunque incontrarsi. Le squadre delle leghe inferiori giocano in casa.
| Squadra 1           | Risultato       | Squadra 2           |
| ------------------- | --------------- | ------------------- |
| 14 settembre 2012   |                 |                     |
| Le Mont             | 1 - 4           | Bienne              |
| 15 settembre 2012   |                 |                     |
| Olten               | 0 - 4           | Lugano              |
| Altstetten          | 0 - 7           | San Gallo           |
| Wettswil-Bonstetten | 1 - 5           | Young Boys          |
| Arlesheim           | 1 - 3           | Chiasso             |
| Köniz               | 3 - 1           | Tuggen              |
| Amriswil            | 1 - 6           | Basilea             |
| Schönbühl           | 2 - 1           | Aarberg             |
| Colombier           | 2 - 4           | Hergiswil           |
| Monthey             | 2 - 4 (dts)     | Brühl               |
| Düdingen            | 3 - 4           | Thun                |
| Hochdorf            | 0 - 4           | Losanna             |
| Saxon               | 2 - 3 (dts)     | La Sarraz-Eclépens  |
| Thierrens           | 2 - 3           | Locarno             |
| Ibach               | 1 - 2           | Black Stars Basilea |
| Italien             | 1 - 5           | Sciaffusa           |
| Langenthal          | 1 - 3           | Kriens              |
| Moutier             | 0 - 4           | Grenchen            |
| Vallemaggia         | 3 - 1           | Bümpliz             |
| Zofingen            | 1 - 3           | Schötz              |
| Diessenhofen        | 0 - 5           | Baden               |
| Étoile Carouge      | 1 - 1 (4-5 dcr) | Wohlen              |
| Eschenbach          | 0 - 1           | Winterthur          |
| 16 settembre 2012   |                 |                     |
| Cham                | 2 - 1           | Servette            |
| Delémont            | 1 - 1 (6-5 dcr) | Lucerna             |
| Echallens           | 0 - 6           | Zurigo              |
| Ems                 | 0 - 5           | Bellinzona          |
| Vedeggio            | 0 - 5           | Grasshoppers        |
| Windisch            | 0 - 7           | Wil                 |
| Richemond           | 0 - 1           | Sion                |
| Linth 04            | 2 - 3           | Muttenz             |
| Pully               | 1 - 4           | Aarau               |

### Sedicesimi di finale
| Squadra 1           | Risultato       | Squadra 2    |
| ------------------- | --------------- | ------------ |
| 10 novembre 2012    |                 |              |
| Schönbühl           | 0 - 4           | Kriens       |
| Black Stars Basilea | 1 - 3           | Zurigo       |
| Vallemaggia         | 0 - 6           | Grasshoppers |
| Köniz               | 2 - 2 (4-2 dcr) | Winterthur   |
| Schötz              | 1 - 4           | Wil          |
| Baden               | 0 - 5           | Sciaffusa    |
| Lugano              | 0 - 2           | Thun         |
| 11 novembre 2012    |                 |              |
| Bienne              | 0 - 3           | San Gallo    |
| Grenchen            | 0 - 4           | Wohlen       |
| Hergiswil           | 0 - 3           | Sion         |
| Muttenz             | 1 - 5           | Young Boys   |
| Chiasso             | 1 - 4           | Basilea      |
| Aarau               | 2 - 0           | Bellinzona   |
| La Sarraz-Eclépens  | 0 - 3 (dts)     | Brühl        |
| Cham                | 2 - 2 (4-5 dcr) | Locarno      |
| Delémont            | 0 - 4           | Losanna      |

### Ottavi di finale
| Squadra 1       | Risultato       | Squadra 2    |
| --------------- | --------------- | ------------ |
| 8 dicembre 2012 |                 |              |
| Brühl           | 1 - 3           | Losanna      |
| Sciaffusa       | 1 - 1 (3-4 dcr) | Grasshoppers |
| 9 dicembre 2012 |                 |              |
| Köniz           | 1 - 5           | Zurigo       |
| Wil             | 4 - 3 (dts)     | Young Boys   |
| Locarno         | 2 - 3 (dts)     | Basilea      |
| 3 febbraio 2013 |                 |              |
| Kriens          | 0 - 4           | Sion         |
| Wohlen          | 1 - 2           | Thun         |
| Aarau           | 2 - 0 (dts)     | San Gallo    |

### Quarti di finale
| Squadra 1        | Risultato   | Squadra 2    |
| ---------------- | ----------- | ------------ |
| 27 febbraio 2013 |             |              |
| Aarau            | 1 - 4       | Grasshoppers |
| Thun             | 1 - 2 (dts) | Basilea      |
| Losanna          | 0 - 2       | Sion         |
| Wil              | 2 - 4 (dts) | Zurigo       |

### Semifinali
| Squadra 1      | Risultato   | Squadra 2    |
| -------------- | ----------- | ------------ |
| 17 aprile 2013 |             |              |
| Sion           | 0 - 1       | Basilea      |
| Zurigo         | 1 - 2 (dts) | Grasshoppers |

### Finale
La finale si è disputata per il secondo anno consecutivo in gara unica allo Stade de Suisse di Berna. L'incontro è stato giocato il 20 maggio 2013. Il Grasshoppers conquista la sua 19ª Coppa Svizzera, tornando a vincere a distanza di 19 anni.
| Squadra 1 | Risultato       | Squadra 2    |
| --------- | --------------- | ------------ |
| Basilea   | 1 - 1 (3-4 dcr) | Grasshoppers |

| Arbitro: | Studer |

|                                      |                      |                                         |
| Steinhöfer 71’                       | Marcatori            | 75’ Hajrovic                            |
| Schär Frei Steinhöfer Díaz Bobadilla | Tiri di rigore 3 – 4 | Salatić Hajrovic Lang Feltscher Vilotić |

| Basilea | Grasshoppers |

#### Formazioni
| Basilea (4-5-1) |    |                      |     |      |     |
|                 |    |                      |     |      |     |
| POR             | 1  | Yann Sommer          |     |      |     |
| DD              | 15 | Kay Voser            |     | 60’  |     |
| DC              | 16 | Fabian Schär         |     |      | 28’ |
| DC              | 6  | Aleksandar Dragović  |     |      | 57’ |
| DS              | 3  | Park Joo-Ho          |     |      |     |
| CDIF            | 20 | Fabian Frei          |     |      |     |
| CD              | 21 | Marcelo Alfonso Díaz |     |      |     |
| CC              | 8  | Serey Die            |     | 106’ |     |
| CC              | 33 | Mohamed El Neny      |     |      | 91’ |
| CS              | 14 | Valentin Stocker     |     |      |     |
| AC              | 9  | Marco Streller (C)   |     | 69’  |     |
| A disposizione: |    |                      |     |      |     |
| POR             | 18 | Germano Vailati      |     |      |     |
| DIF             | 4  | Philipp Degen        |     |      |     |
| DIF             | 26 | Gastón Sauro         |     |      |     |
| CEN             | 7  | David Degen          |     | 106’ |     |
| CEN             | 24 | Cabral               |     |      |     |
| CEN             | 27 | Markus Steinhöfer    | 71’ | 60’  |     |
| ATT             | 17 | Raúl Bobadilla       |     | 69’  |     |
| Allenatore:     |    |                      |     |      |     |
| Murat Yakın     |    |                      |     |      |     |

| Grasshoppers (4-5-1) |    |                      |     |      |     |
|                      |    |                      |     |      |     |
| POR                  | 1  | Roman Bürki          |     |      |     |
| DD                   | 5  | Michael Lang         |     |      |     |
| DC                   | 4  | Milan Vilotić        |     |      |     |
| DC                   | 3  | Stéphane Grichting   |     |      |     |
| DS                   | 34 | Moritz Bauer         |     |      |     |
| CDIF                 | 6  | Veroljub Salatić (C) |     |      |     |
| CD                   | 14 | Izet Hajrović        | 75’ |      |     |
| CC                   | 8  | Amir Abrashi         |     | 95’  |     |
| CC                   | 10 | Shkëlzen Gashi       |     | 100’ | 29’ |
| CS                   | 7  | Steven Zuber         |     | 66’  |     |
| AC                   | 17 | Anatole Ngamukol     |     |      |     |
| A disposizione       |    |                      |     |      |     |
| POR                  | 18 | Davide Taini         |     |      |     |
| DIF                  | 2  | Willian Rocha        |     |      |     |
| CEN                  | 11 | Frank Feltscher      |     | 66’  |     |
| CEN                  | 27 | Mërgim Brahimi       |     |      |     |
| CEN                  | 28 | Nzuzi Toko           |     | 95’  |     |
| CEN                  | 32 | Mohamed Coulibaly    |     |      |     |
| ATT                  | 15 | Nassim Ben Khalifa   |     | 100’ |     |
| Allenatore:          |    |                      |     |      |     |
| Uli Forte            |    |                      |     |      |     |